# شهرداری کامندا
شهرداری کامندا (به لاتین: Municipality of Komenda) یک منطقهٔ مسکونی در اسلوونی است که در اسلوونی واقع شده‌است. شهرداری کامندا ۲۴٫۰ کیلومتر مربع مساحت و ۵٬۷۸۸ نفر جمعیت دارد و ۳۴۶٫۸ متر بالاتر از سطح دریا واقع شده‌است.